# Space World
Cet article concerne un parc d'attractions japonais. Pour le salon de jeu vidéo, voir Nintendo Space World.
Space World (スペースワールド, Supēsu Wārudo) était un parc à thème situé à Kitakyūshū, au Japon et ouvert de 1990 à 2018. Le parc créé à l'origine par Nippon Steel a été dirigé par Space World Inc., une société parente de Kamori Kankō.

## Histoire
Le parc ouvre ses portes le 22 avril 1990. En 1992 ouvre l'attraction Star Shaker, suivie l'année d'après par Planetary Aqua, la première attraction aquatique du parc. En 1994, les montagnes russes Meteor Liner Titan (également connue sous le nom Titan) ouvrent. C'est, à cette époque, le parcours de montagnes russes possédant un angle d'inclinaison le plus élevé au monde. En 1996, Venus, un autre parcours de montagnes russes ouvre.
En 1998, le parc connaît un grave accident sur l'attraction Atlas Tower qui entraînera la fermeture du parc pendant six mois.
Le 22 avril 2005, le parc fête les 15 ans du parc avec l'arrivée de l'attraction Alien Panic.
En décembre 2016, les dirigeants du parc annoncent que faute de rentabilité, la fermeture définitive est programmée à la fin de la saison 2017, le 31 décembre,.
Le parc a fermé ses portes à 2 heures du matin, le lundi 1er janvier 2018,.

## Les attractions

### Les montagnes russes
| Nom de l'attraction         | Type                          | Constructeur          | Année d'ouverture |
| --------------------------- | ----------------------------- | --------------------- | ----------------- |
| Black Hole Scramble         | Montagnes russes en intérieur | Nippon                | 1990              |
| Boogie-woogie Space Coaster | Montagnes russes assises      | Senyo Kogyo Co., Ltd. | 1990              |
| Clipper                     | Montagnes russes assises      | Togo                  | 1995              |
| Titan V                     | Montagnes russes assises      | Arrow                 | 1994              |
| Venus GP                    | Montagnes russes assises      | Maurer Söhne          | 1996              |
| Zaturn                      | Méga montagnes russes lancées | Intamin               | 2006              |

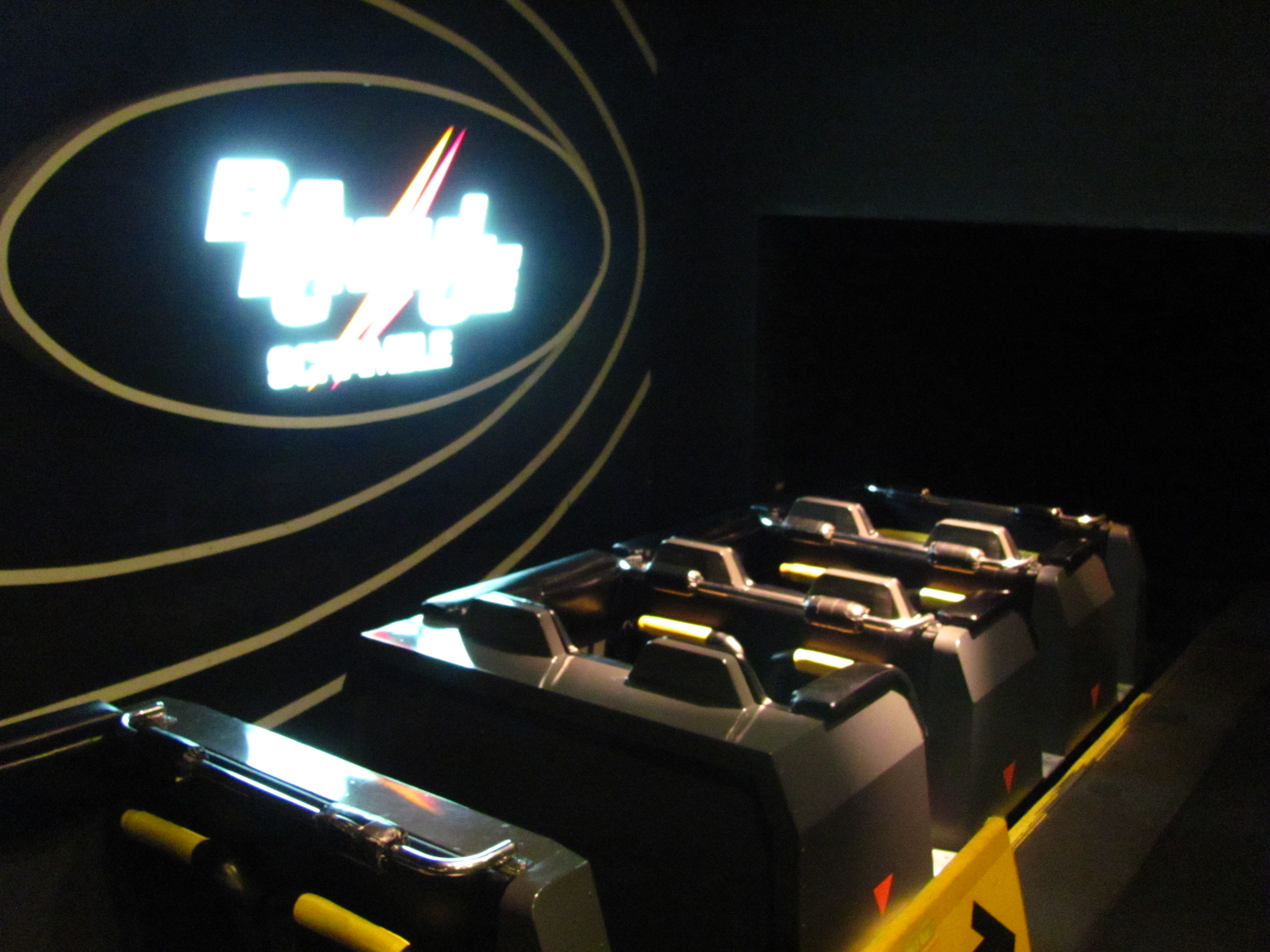
Black Hole Scramble
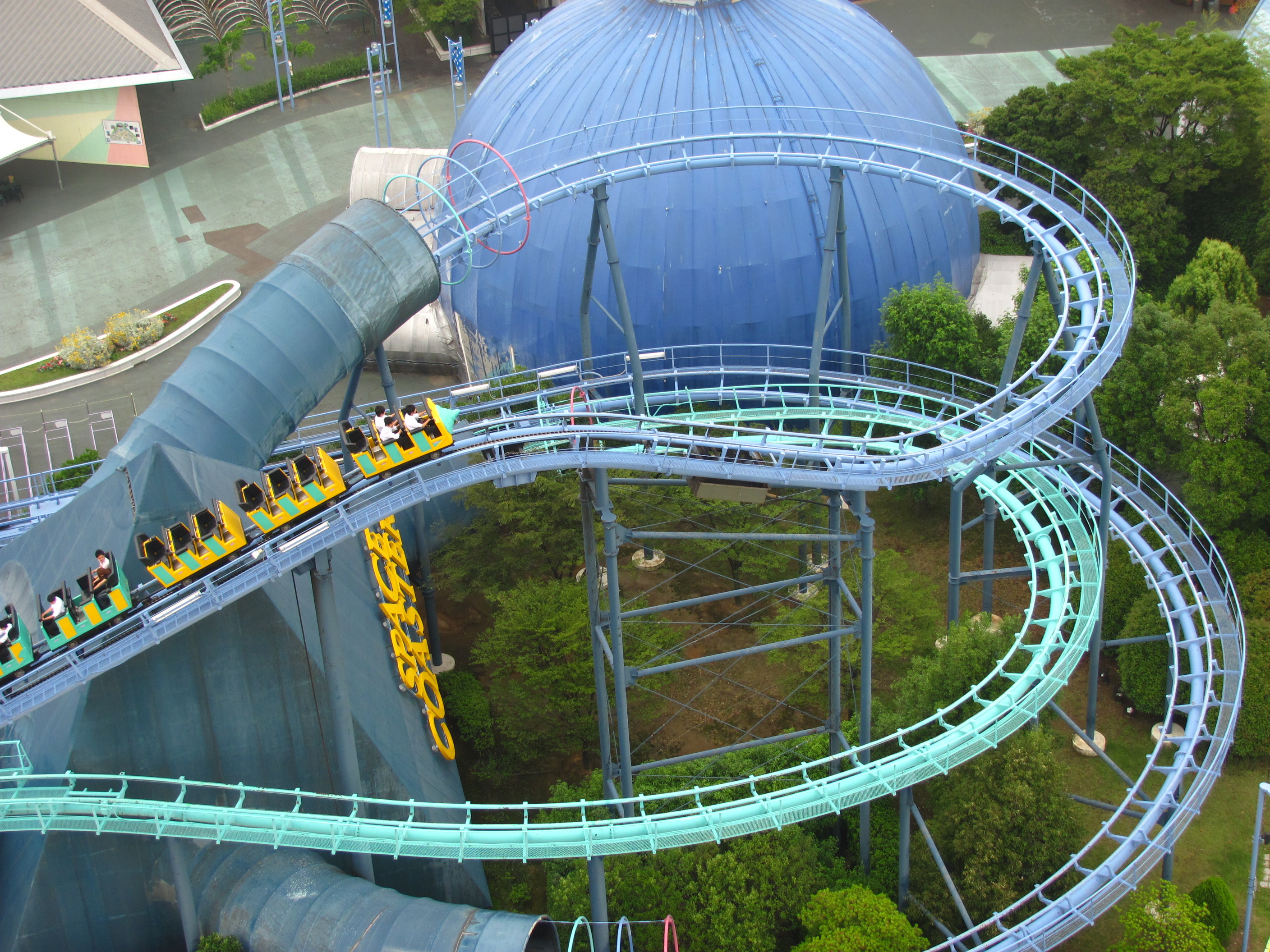
Boogie-woogie Space Coaster
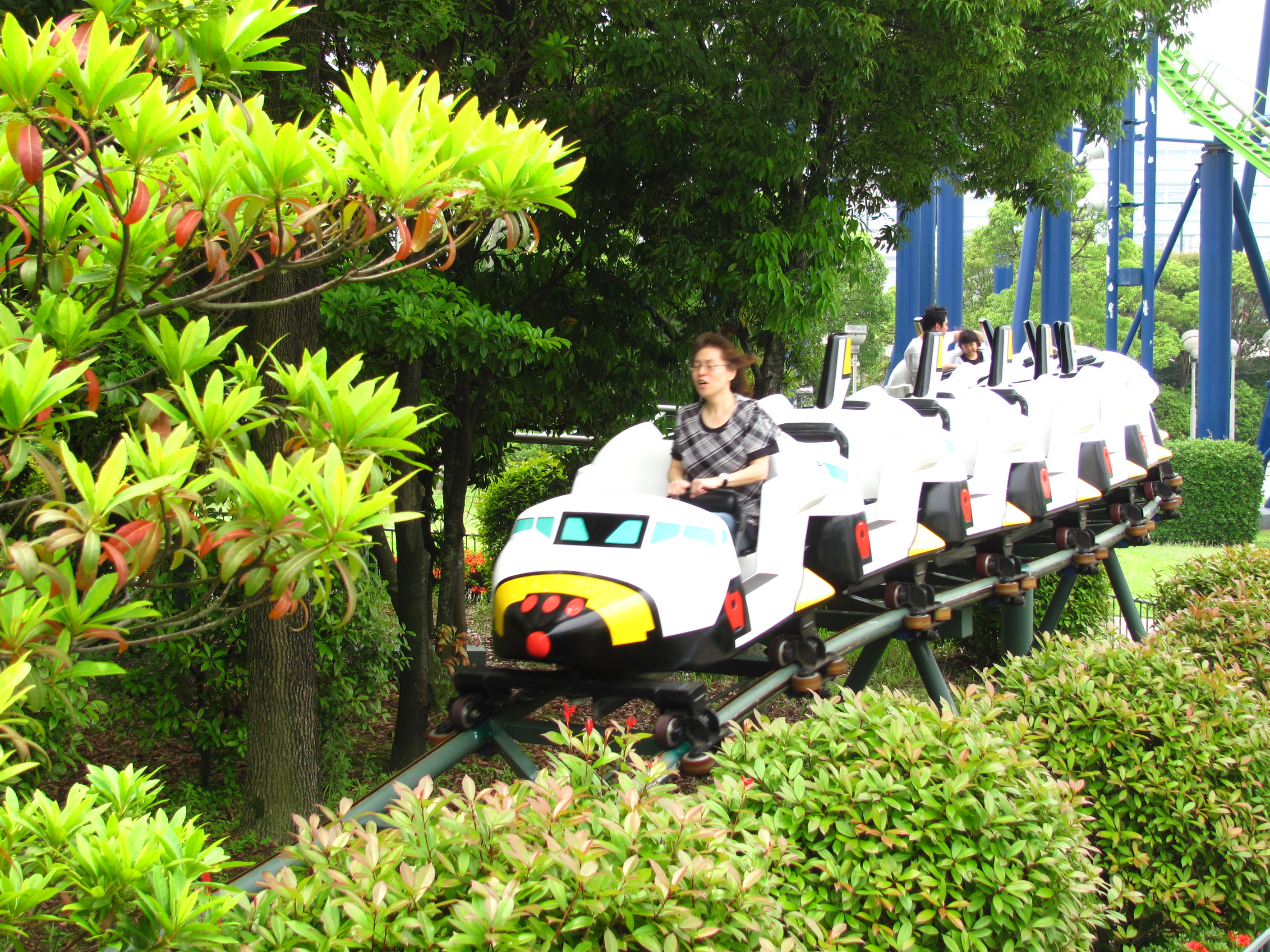
Clipper
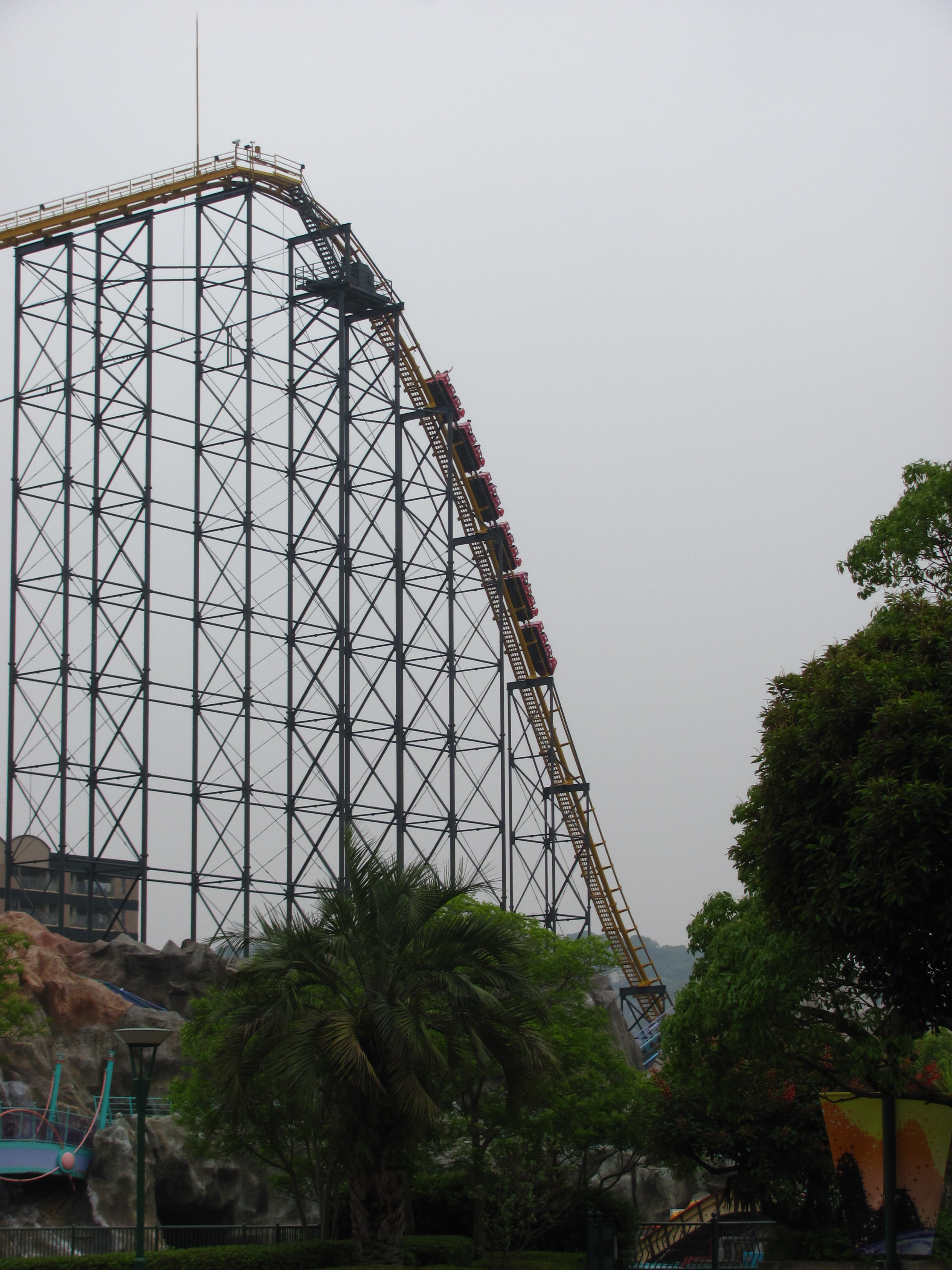
Titan V
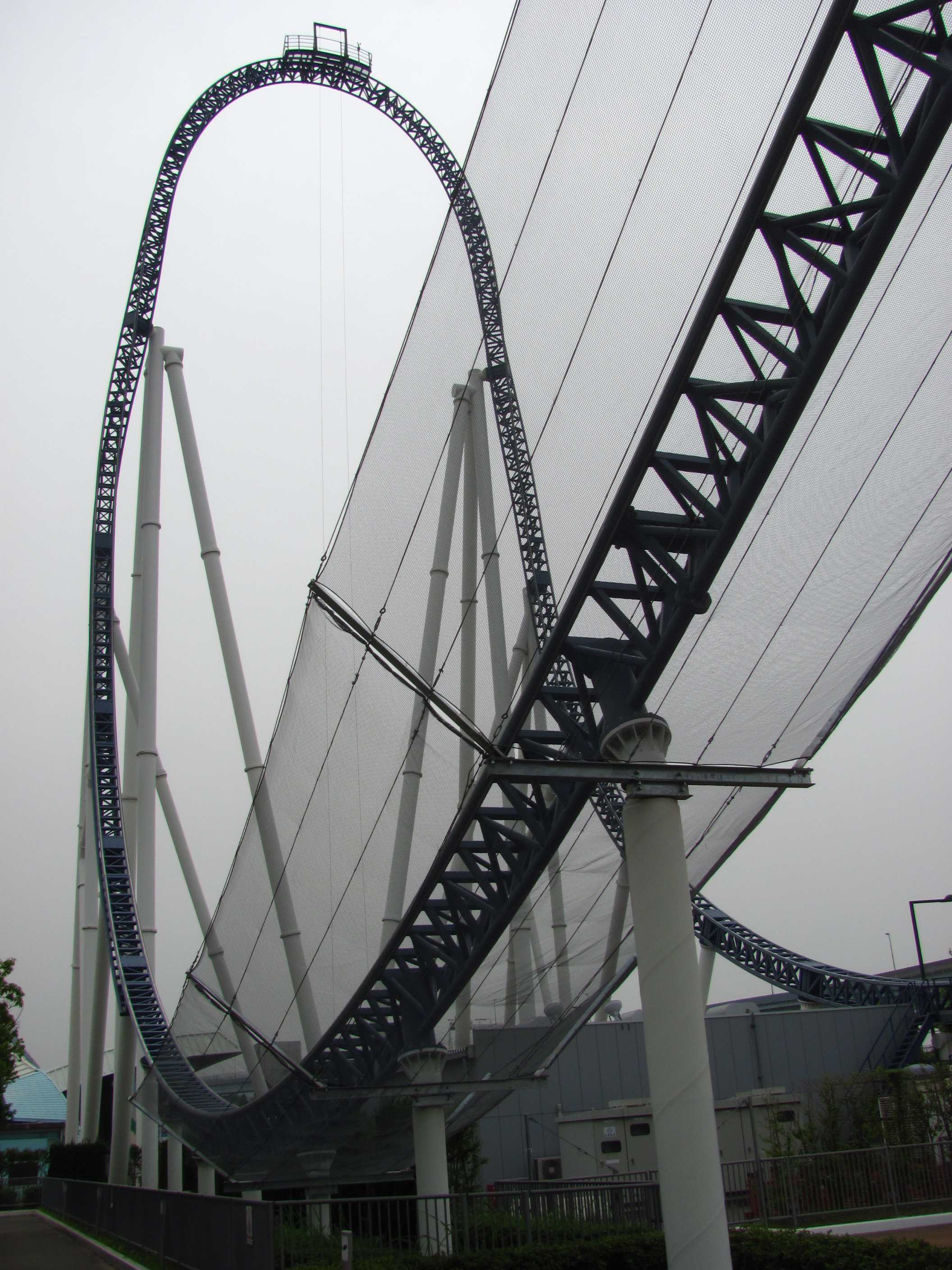
Zaturn

### Attractions aquatiques
- Adventure Cruise - Bûches
- Planet AQA - Rivière rapide en bouées de Hafema
- Fan Fan Cruise

### Autres attractions

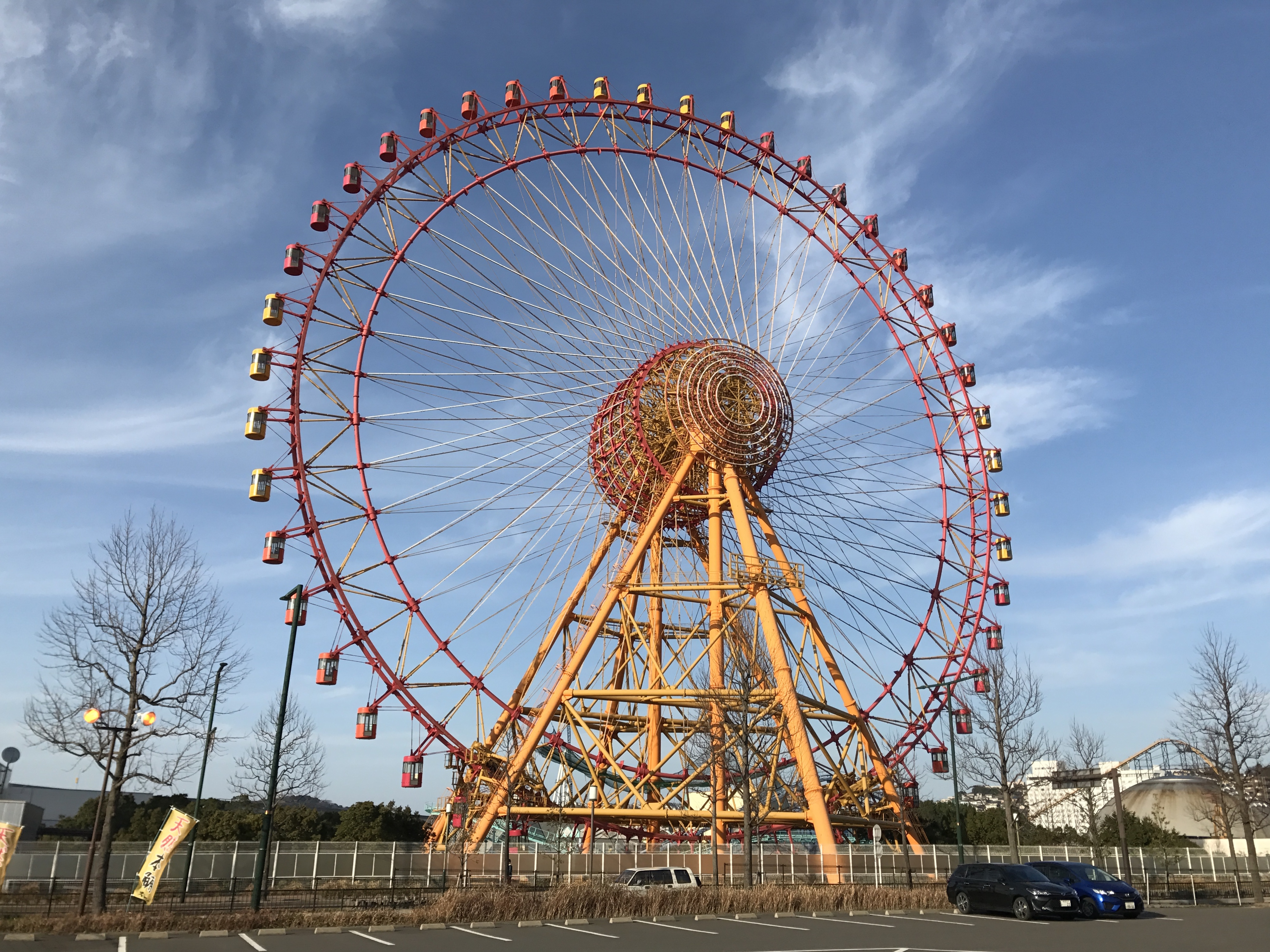
Space Eye

- Alien Panic - Enterprise
- Galaxy Theater - Cinéma IMAX
- Muni-Muni Carousel - Carrousel
- Party Cup - Tasses
- Space Eye - Grande roue